# Virslīga 2016
Die Virslīga 2016 war die 25. Spielzeit der höchsten lettischen Fußball-Spielklasse der Herren seit deren Neugründung im Jahr 1992. Sie wurde vom Lettischen Fußballverband ausgetragen. Die Spielzeit begann am 11. März und endete am 5. November 2016.
Der FK Spartaks Jūrmala wurde zum ersten Mal lettischer Meister.

## Modus
Diese Spielzeit umfasste acht Mannschaften, neu dabei war in der Liga der 2015 gegründete Riga FC, der in der Saison zuvor unter dem Namen FC Caramba/Dinamo Riga Meister der 1. līga wurde und FK Rīgas Futbola skola als Drittplatzierter, da Skonto Riga keine Lizenz bekam.
Die Meisterschaft wurde in einer regulären Spielzeit in zwei Hin- und zwei Rückrundenspielen ausgetragen. Jedes Team traf dabei vier Mal gegen jede andere Mannschaft an. Der Tabellenletzte stieg in die zweitklassige 1. līga ab.

## Vereine
| Verein                         | Stadt      | Stadion             | Kapazität |
| ------------------------------ | ---------- | ------------------- | --------- |
| Riga FC                        | Riga       | Skonto-Stadion      | 9.000     |
| FK Liepāja                     | Liepāja    | Daugava-Stadion     | 5.000     |
| FK Jelgava                     | Jelgava    | Ozolnieku-Stadion   | 2.200     |
| BFC Daugavpils                 | Daugavpils | Celtnieks-Stadion   | 4.070     |
| FK Spartaks Jūrmala            | Jūrmala    | Slokas-Stadion      | 2.000     |
| FK Ventspils                   | Ventspils  | Olimpiskais-Stadion | 3.200     |
| FS Metta/Latvijas Universitāte | Riga       | Arkādija-Stadion    | 0.250     |
| FK RFS                         | Riga       | Arkādija-Stadion    | 0.250     |

## Abschlusstabelle
| Pl. | Verein                         | Sp. | S  | U  | N  | Tore    | Diff. | Punkte |
| --- | ------------------------------ | --- | -- | -- | -- | ------- | ----- | ------ |
| 1.  | FK Spartaks Jūrmala            | 28  | 17 | 4  | 7  | 046:220 | +24   | 55     |
| 2.  | FK Jelgava (P)                 | 28  | 16 | 3  | 9  | 037:240 | +13   | 51     |
| 3.  | FK Ventspils                   | 28  | 15 | 6  | 7  | 047:280 | +19   | 51     |
| 4.  | FK Liepāja (M)                 | 28  | 12 | 6  | 10 | 038:310 | +7    | 42     |
| 5.  | Riga FC (N)                    | 28  | 8  | 12 | 8  | 028:240 | +4    | 36     |
| 6.  | FK RFS (N)                     | 28  | 9  | 8  | 11 | 022:310 | −9    | 35     |
| 7.  | FS Metta/Latvijas Universitāte | 28  | 8  | 6  | 14 | 032:470 | −15   | 30     |
| 8.  | BFC Daugavpils                 | 28  | 2  | 5  | 21 | 013:560 | −43   | 11     |

| (M) | amtierender Meister     |
| (P) | amtierender Pokalsieger |
| (N) | Neuaufsteiger           |

## Kreuztabelle
Die Kreuztabelle stellt die Ergebnisse aller Spiele dieser Saison dar. Die Heimmannschaft ist in der linken Spalte, die Gastmannschaft in der oberen Zeile aufgelistet. Die Teams spielen jeweils vier Mal gegeneinander, davon zwei Heim- und zwei Auswärtsspiele, sodass jede Mannschaft 28 Spiele zu absolvieren hat.
| Hinrunde                       | FK Liepāja | FK Jelgava | BFC Daugavpils | FS Metta/Latvijas Universitāte | Riga FC | FK Spartaks Jūrmala | FK Ventspils | FK RFS |
| ------------------------------ | ---------- | ---------- | -------------- | ------------------------------ | ------- | ------------------- | ------------ | ------ |
| FK Liepāja                     |            | 0:1        | 1:0            | 3:0                            | 3:0     | 1:2                 | 2:3          | 3:1    |
| FK Jelgava                     | 0:1        |            | 3:1            | 2:0                            | 2:1     | 0:1                 | 4:3          | 4:0    |
| BFC Daugavpils                 | 0:3        | 0:0        |                | 0:1                            | 0:2     | 0:2                 | 0:5          | 1:0    |
| FS Metta/Latvijas Universitāte | 0:2        | 3:0        | 2:1            |                                | 1:0     | 0:1                 | 1:1          | 1:1    |
| Riga FC                        | 0:0        | 1:1        | 2:0            | 2:1                            |         | 0:0                 | 1:1          | 0:0    |
| FK Spartaks Jūrmala            | 0:1        | 3:0        | 3:0            | 4:1                            | 1:0     |                     | 5:1          | 2:0    |
| FK Ventspils                   | 2:2        | 1:0        | 3:0            | 2:0                            | 1:1     | 2:1                 |              | 0:1    |
| FK RFS                         | 1:0        | 1:0        | 0:0            | 3:2                            | 1:1     | 0:2                 | 1:2          |        |

| Rückrunde                      | FK Liepāja | FK Jelgava | BFC Daugavpils | FS Metta/Latvijas Universitāte | Riga FC | FK Spartaks Jūrmala | FK Ventspils | FK RFS |
| ------------------------------ | ---------- | ---------- | -------------- | ------------------------------ | ------- | ------------------- | ------------ | ------ |
| FK Liepāja                     |            | 1:3        | 1:0            | 2:3                            | 2:2     | 4:3                 | 0:0          | 0:1    |
| FK Jelgava                     | 3:2        |            | 2:0            | 1:2                            | 1:0     | 2:0                 | 2:0          | 2:0    |
| BFC Daugavpils                 | 0:1        | 0:1        |                | 3:3                            | 2:2     | 2:1                 | 0:4          | 0:1    |
| FS Metta/Latvijas Universitāte | 3:1        | 0:1        | 2:2            |                                | 1:1     | 1:3                 | 2:1          | 1:1    |
| Riga FC                        | 0:1        | 1:0        | 3:0            | 2:1                            |         | 1:1                 | 1:2          | 1:0    |
| FK Spartaks Jūrmala            | 0:0        | 0:0        | 4:1            | 2:0                            | 0:3 1   |                     | 0:1          | 2:1    |
| FK Ventspils                   | 2:0        | 1:2        | 2:0            | 2:0                            | 1:0     | 0:1                 |              | 1:1    |
| FK RFS                         | 1:1        | 1:0        | 2:0            | 3:0                            | 0:0     | 0:2                 | 0:3          |        |

## Relegation
Am Ende der regulären Saison traf der Siebtplatzierte der Virslīga, gegen den Zweitplatzierten der 1. līga, in der Relegation an.
| Datum             |                                | Ergebnis |                                |
| ----------------- | ------------------------------ | -------- | ------------------------------ |
| 9. November 2016  | AFA Olaine                     | 1:1      | FS Metta/Latvijas Universitāte |
| 13. November 2016 | FS Metta/Latvijas Universitāte | 1:0      | AFA Olaine                     |
| Gesamt:           | AFA Olaine                     | 1:2      | FS Metta/Latvijas Universitāte |

## Torschützenliste
| Pl. | Name               | Mannschaft                     | Tore |
| --- | ------------------ | ------------------------------ | ---- |
| 01. | Ģirts Karlsons     | FK Ventspils                   | 17   |
| 02. | Dzmitry Platonaw   | FK Spartaks Jūrmala            | 11   |
| 03. | Jevgēņijs Kazačoks | FK Spartaks Jūrmala            | 10   |
| 04. | Eduards Tidenbergs | FK Ventspils                   | 08   |
| 05. | Edgars Gauračs     | Liepāja / Spartaks             | 07   |
| 05. | Gļebs Kļuškins     | FK Jelgava                     | 07   |
| 07. | Andrejs Kovaļovs   | FK Jelgava                     | 06   |
| 07. | Oskars Kļava       | FK Liepāja                     | 06   |
| 07. | Roberts Uldriķis   | FS Metta/Latvijas Universitāte | 06   |
| 07. | Raivis Jurkovskis  | FK RFS                         | 06   |
| 07. | Jewgenij Koslow    | FK Spartaks Jūrmala            | 06   |